# Leptocera modesta
Leptocera modesta är en tvåvingeart som först beskrevs av Oswald Duda 1924.  Leptocera modesta ingår i släktet Leptocera och familjen hoppflugor. Inga underarter finns listade i Catalogue of Life.